# آزیموتبجرگ
آزیموتبجرگ (دانمارکی: Azimuthbjerg) یک کوه در گرینلند است که در سرمرسوک واقع شده‌است. آزیموتبجرگ ۱٬۷۳۸ متر بالاتر از سطح دریا واقع شده‌است.